# ترودفرونت
ترودفرونت (به لاتین: Trudfront) یک منطقهٔ مسکونی در روسیه است که در استان آستراخان واقع شده‌است.